# Lobulus parietalis superior

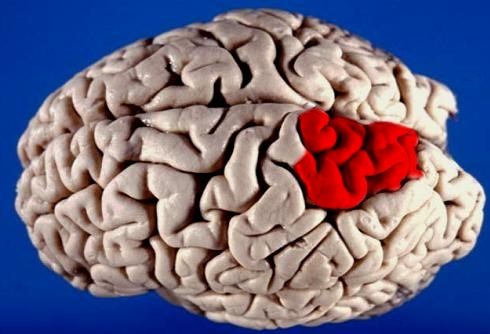
Lobulus parietalis superior

Der Lobulus parietalis superior ist eine anatomische Untergliederung des Parietallappens des Großhirns. Er wird auch als kortikales sensibles Nebenfeld bezeichnet, da er neurophysiologisch die Aufgabe des Assoziationszentrums im Hinblick auf den somatosensiblen Cortex übernimmt.

## Topographie

Lobulus parietalis superior
Precuneus

Der Lobulus parietalis superior liegt auf der konvexen Hirnfläche, grenzt nach medial an die Fissura longitudinalis und geht auf der medialen Seite in den Precuneus über, nach rostral in den an der Mantelkante befindlichen Teil des Gyrus postcentralis. Nach lateral wird er durch den Sulcus intraparietalis begrenzt.

## Somatotopie
Der Lobulus parietalis superior ist im Gegensatz zum somatosensiblen Cortex nicht segmental und somatotopisch gegliedert. Er repräsentiert die kontralaterale Körperhälfte.

## Verbindungen
Es finden sich keine direkt afferenten Projektionsbahnen (also keine primären Fasern). Es lassen sich hier nur sekundäre Potentiale ableiten, die keine Zuordnung zu bestimmten Sinnesorganen gestatten. Daher können nur Rückschlüsse durch Ausfallserscheinungen infolge von umschriebenen Schädigungen gezogen werden. Afferenzen stammen außer von dem primären Hauptfeld im somatosensorischen Cortex nur noch aus dem Nucleus dorsalis thalami. Im Gegensatz zu den näher am Sulcus centralis gelegenen Schädigungen, die eine Störung der Oberflächensensibilität hervorrufen, ist bei Schädigungen des Lobulus parietalis superior die Tiefensensibilität betroffen.

## Physiologie
Die Aufgabe des Assoziationszentrums im Lobulus parietalis superior besteht darin, dass sensorische Reize bewusst gemacht werden, vgl. die Wahrnehmungstheorie. Zum Bewusstwerden einer sensiblen Empfindung ist eine kombinierte Leistung von primärem und sekundärem sensorischen Rindenfeld erforderlich.
Ein Herd im somatisch-sensiblen Assoziationsgebiet der Areae 5 und 7 nach Brodmann hat eine taktile Agnosie zur Folge. Die Betroffenen können einen ihnen in die Hand gelegten Gegenstand nicht mehr erkennen.
Der Precuneus und damit auch der Lobulus parietalis superior spielt eine Rolle innerhalb des Ruhezustands-Netzwerks.